# Jugendmedienschutz-Staatsvertrag
Der Staatsvertrag über den Schutz der Menschenwürde und den Jugendschutz in Rundfunk und Telemedien (kurz: Jugendmedienschutz-Staatsvertrag oder JMStV) ist ein Staatsvertrag zwischen allen deutschen Bundesländern. Er enthält Nachfolgeregelungen zu Jugendmedienschutzbestimmungen, die früher im Rundfunkstaatsvertrag und im Staatsvertrag über Mediendienste enthalten waren.

## Regelungsgebiete
Der JMStV bezweckt den einheitlichen Schutz der Kinder und Jugendlichen vor Angeboten in Rundfunk und Telemedien, die deren Entwicklung oder Erziehung beeinträchtigen oder gefährden, sowie den Schutz sowohl der Kinder und Jugendlichen als auch der Erwachsenen vor solchen Angeboten in Rundfunk und Telemedien, die die Menschenwürde oder sonstige durch das Strafgesetzbuch geschützte Rechtsgüter verletzen (vgl. §§ 1, 2 Absatz 1 JMStV). Somit deckt er den Jugendmedienschutz in vom Jugendschutzgesetz, das einschlägige Regelungen für Trägermedien enthält, nicht erfassten Medien (eben Rundfunk und Telemedien) ab und geht bezüglich des Schutzes der Menschenwürde und des Schutzes strafrechtlich geschützter Rechtsgüter deutlich über den Jugendschutz hinaus. Der Jugendmedienschutz-Staatsvertrag folgt dem Gedanken der Selbstkontrolle der Medien und richtet sich daher an die deutschen Betreiber von Internetseiten. Damit erstreckt er sich auf lediglich ca. 10 % der in Deutschland verfügbaren Seiten.
Wesentliche Inhalte des JMStV sind unter anderem:
- Regelungen zu unzulässigen Angeboten (§ 4 JMStV)
- Regelungen zu entwicklungsbeeinträchtigenden Angeboten (§ 5 JMStV)
- Jugendschutz in Werbung und Teleshopping (§ 6 JMStV)
- Jugendschutzbeauftragte (§ 7 JMStV)
- Festlegung der Sendezeit, Programmankündigungen und Kenntlichmachung von Sendungen im Rundfunk (§§ 8 ff. JMStV)
- Jugendschutzprogramme und Kennzeichnungspflichten bei Telemedien (§§ 11 f. JMStV)
- Sperrverfügungen (§ 20 Abs. 4 JMStV i. V. m. § 109 MStV)[2]

Die Einhaltung des JMStV wird durch die zuständige Landesmedienanstalt bzw. durch die Kommission für Jugendmedienschutz überprüft (vgl. §§ 14 ff. JMStV). Dabei wird sie durch das Unternehmen jugendschutz.net unterstützt (vgl. § 18 JMStV). Zusätzlich überprüfen anerkannte Einrichtungen der Freiwilligen Selbstkontrolle (z. B. die FSM) die Einhaltung der staatsvertraglichen Bestimmungen (vgl. § 19 JMStV).
Für die Durchsetzung der Bestimmungen des JMStV stehen den Landesmedienanstalten/der KJM verwaltungsrechtliche Maßnahmen (§ 20 JMStV) und die Verhängung von Geldbußen bis zu 500.000 Euro (§ 24 JMStV) zur Verfügung. Von den Zwangsmitteln können sie bei entwicklungsbeeinträchtigenden Angeboten in der Regel nur Gebrauch machen, wenn Anbieter sich der Freiwilligen Selbstkontrolle verweigern oder eine eingeschaltete Einrichtung der Freiwilligen Selbstkontrolle ihren Beurteilungsspielraum überschritten hat (§ 20 Abs. 3 bzw. Abs. 5 JMStV). Diese Einschränkung gilt nicht bei einem Verstoß gegen die absoluten Verbreitungsverbote nach § 4 Abs. 1 JMStV (§ 20 Abs. 3 Satz 5 bzw. Abs. 5 Satz 1 JMStV).

## Gescheiterte Novellierung 2010
Im Zuge des geplanten 14. Rundfunkänderungsstaatsvertrag beschlossen die Ministerpräsidenten am 10. Juni 2010 eine Novellierung des JMStV. Das Änderungsgesetz, das zum 1. Januar 2011 in Kraft treten sollte, wurde kontrovers diskutiert. Zum Kern der Debatte gehörte insbesondere die geplante Einführung einer Alterskennzeichnung von Inhalten im Internet, die von Gegnern für inpraktikabel und Rechtsunsicherheit schaffend gehalten wurde. Befürworter der Alterskennzeichnung sahen in der Neuregelung dagegen eine willkommene Stärkung des Prinzips der regulierten Selbstregulierung durch Selbstklassifizierung und einen für Online-Anbieter praktikableren Mechanismus als Sendezeitbeschränkungen und Jugendschutzprogramme.
Zu den Hauptkritikpunkten gehörte, dass die vorgelegte Novelle des Jugendmedienschutz-Staatsvertrags nicht den Jugendschutz stärke. Die Kritiker bemängelten, dass ein untauglicher Versuch unternommen würde, die etablierten Regeln für Film und Fernsehen auf das Internet zu übertragen. Der neue Vertrag sah unter anderem für Seitenbetreiber die Möglichkeit vor, selbst einschätzen, für welche Altersstufe ihre Angebote geeignet sein sollen, und ihre Angebote entsprechend zu kennzeichnen. Jeder Webseite-Betreiber, auch Abgeordnete, Sportvereine, Schüler- und Tageszeitungen und private Blogger, hätten die Auswirkungen zu spüren bekommen. Wäre eine solche Kennzeichnung auch nur versehentlich fehlerhaft, drohte nach Ansicht vieler Juristen eine Abmahnwelle von Mitbewerbern oder Verbänden in ganz erheblichem Umfang.
Auch nach dem geltenden Jugendmedienschutz-Staatsvertrag müssen alle Betreiber von Websites ihre Inhalte einschätzen und gegebenenfalls die in § 5 Abs. 
 3 in Verbindung mit § 11 JMStV genannten Maßnahmen ergreifen. Die Alterskennzeichnung wäre hier nur ein zusätzliches Mittel gewesen. Die Altersklassifizierung von Webseiten ist auf freiwilliger Basis, dazu dienen Seiten wie die von der Freiwilligen Selbstkontrolle Multimedia (FSM). Für Inhalten FSK 18 ist das System nicht geeignet, da trotzdem zur Verbreitung der Inhalte nach § 4 Abs. 2 S. 2 JMStV eine geschlossene Benutzergruppe (AVS) eingerichtet werden muss. Eine alternativlose Pflicht zur Kennzeichnung, wie sie von einigen Kritikern postuliert wurde, sah der Entwurf nicht vor.
Allerdings wies u. a. der Informationsrechtler Thomas Hoeren auf schwere handwerkliche Mängel hin und der Rechtsanwalt Udo Vetter resümierte: „Das geplante Label-System in Verbindung mit standardisierter und somit zentral lenkbarer Filtersoftware ist zweifellos ein solides Fundament für eine spätere Zensurinfrastruktur“. Er stufte aber die Folgen für die praktische Rechtsprechung in Bezug auf Blogs als beherrschbar ein. Andere Juristen widersprechen und sehen in der Praxis durchaus Folgen, so Stefan Engeln und Thomas Stadler.
Am 15. Dezember 2010 kündigte die rot-grüne Regierungskoalition von Nordrhein-Westfalen an, gegen die geplante Novellierung des JMStV stimmen zu wollen, nachdem sich die Opposition dagegen ausgesprochen hatte und die parlamentarische Mehrheit fraglich war. Daraufhin wurde die Abstimmung des schleswig-holsteinischen Landtags über den Vertrag von der Tagesordnung genommen. Der nordrhein-westfälische Landtag sprach sich am 16. Dezember 2010 einstimmig gegen die Novellierung des JMStV aus. Die Novellierung des JMStV war damit gegenstandslos und musste neu verhandelt werden. Bis zur Neuregelung blieb der seit 2003 bestehende Jugendmedienschutz-Staatsvertrag weiterhin in Kraft.

## Novellierung 2015
Nach langem Ringen unterschrieben die Ministerpräsidenten der Länder und (Regierenden) Bürgermeister der Stadtstaaten vom 3. bis 7. Dezember 2015 den 19. Rundfunkänderungsstaatsvertrag, dessen Art. 5 zu einer maßvollen Novellierung des JMStV führte. Nach Ratifizierung durch die Länderparlamente traten die Änderungen am 1. Oktober 2016 in Kraft.

## Novellierung 2020
Im Rahmen des Medienstaatsvertrages, der 2020 in Kraft getreten ist, ist auch der Jugendmedienschutzstaatsvertrag überarbeitet worden.

## Anpassung an das Zweite Gesetz zur Änderung des Jugendschutzgesetzes
Am 1. Mai 2021 traten wesentliche Änderungen des Jugendschutzgesetzes des Bundes in Kraft. Unter anderem wurden die Unterteilung der Liste jugendgefährdender Medien (§ 18 JuSchG) in vier Teile (A, B, C und D) aufgegeben. Nur für Trägermedien konnte bei der Überführung von Altindizierungen in die neue Liste angegeben werden, ob sie vordem in Listenteil A oder B enthalten gewesen waren (§ 24 Abs. 5 Satz 2 JuSchG).
Eine Anpassung der Verbote für Telemedien oder mit indizierten Werken inhaltsgleichen Rundfunkangeboten in § 4 Abs. 1 Satz 1 Nr. 11 und Abs. 2 Satz 1 Nr. 2 JMStV, die auf die aufgegebene Listenunterteilung abstellten, war erforderlich. Dies umso mehr, als die Verbote in § 24 Abs. 1 Nr. 1 Buchst. l und Nr. 3 JMStV mit Geldbuße bedroht sind. Diese Anpassung erfolgte durch Art. 2 des Zweiten Medienänderungsstaatsvertrags vom 14./27. Dezember 2021, der am 30. Juni 2022 in Kraft getreten ist (BayGVBl. 2022, S. 396).

## Novellierung 2024
Am 12. Dezember 2024 beschlossen die Regierungschefs der Länder eine erneute Reform des JMStV. Ein Entwurf des 6. Medienänderungsstaatsvertrags aus Sachsen erweitert den §12 im III. Abschnitt,
Technischer Jugendmedienschutz, um Anforderungen an Anbieter von Betriebssystemen, und erweitert dadurch den Geltungsbereich des JMStV von den Medien und deren Anbietern auf die Technik, die zum Konsum der Medien genutzt wird. Wie schon bei vorherigen Novellen des JMStV, ist auch dieses Vorhaben heftiger Kritik ausgesetzt, die sich auf technische Schwierigkeiten bei der Umsetzung und eine vermutliche Unangemessenheit des Aufwands und der Einschränkung anderer Rechte durch die Änderung stützt.